# 안주 범씨
안주 범씨(安州凡氏)씨는 평안남도 안주시를 관향으로 하는 한국의 성씨이다. 시조는 고려 우왕(禑王) 때 문화안집사(文化安集使)를 지낸 범영부(凡永富)이다.

## 시조
시조는 고려 우왕(禑王) 때 문화안집사(文化安集使)를 지낸 범영부(凡永富)이다. 안집사는 고려 때 함경도 일대의 행정을 관할하며 그 밑의 수령의 치적을 감독하던 벼슬로 안찰사가 겸임한다.

## 본관
안주(安州)는 평안남도 서북쪽에 위치하는 지명이다. 신라 경덕왕때 중반군(重盤郡)으로 개칭하였고, 고려 태조가 팽원군(彭原郡)으로 고쳤다가 931년(태조14) 안북부(安北府)를 두었다. 995년(성종14)에 영주안북대도호부(寧州安北大都護府)라 칭하여 방어사(防禦使 고려.조선때의 지방관직으로 각도에 배속되어 요지(要地)를 지키는 병권(兵權)을 가진 종2품 벼슬로 병마절도사(兵馬節度使)다음 직위)를 두었고, 현종초에 안북대도호도부로 하여 해주(海州)에 속했다가 여러 변천을 거쳐 공민왕이 안주만호부(安州萬戶部)를 두었으며, 조선 세조 때 진(鎭)을 두었고, 1895년(고종 32) 군(郡)으로 승격되었다. 1987년 8월 안주시로 승격되었다.

## 인구
1930년 국세조사 당시 전남 영암군 영암읍 역리에 범기영(凡基永) 1가구가 처음으로 나타났다. 통계청 조사 결과 1960년에는 44명이었으며, 1985년에는 35가구 143명, 2000년에는 40가구 155명이 있는 것으로 조사되었다.